# Troglohyphantes gestroi
Troglohyphantes gestroi är en spindelart som beskrevs av Fage 1933. Troglohyphantes gestroi ingår i släktet Troglohyphantes och familjen täckvävarspindlar.
Artens utbredningsområde är Italien. Inga underarter finns listade i Catalogue of Life.